# Collegio di South Basildon and East Thurrock
South Basildon and East Thurrock è un collegio elettorale situato nell'Essex, nell'Est dell'Inghilterra, e rappresentato alla Camera dei comuni del Parlamento del Regno Unito. Elegge un membro del parlamento con il sistema first-past-the-post, ossia maggioritario a turno unico; l'attuale parlamentare è James McMurdock, eletto con Reform UK nel 2024; nel luglio 2025 ha lasciato il partito a seguito di accuse di gestione impropria delle sue attività imprenditoriali.

## Estensione

South Basildon and East Thurrock nell'Essex dal 2010 al 2024

A seguito della revisione della rappresentanza parlamentare dell'Essex, la Boundary Commission for England apportò una serie di cambiamenti radicali ai collegi esistenti, per poter allocare alla contea un seggio extra.
Nonostante il lungo nome, questo nuovo collegio è in massima parte successore di Basildon.
Il collegio di Basildon che era esistito dopo il 1997 non fu mai completamente incluso nel distretto di Basildon, e non contenne mai l'intera area urbana della città di Basildon, ma si estendeva verso sud nell'area di Thurrock per comprendere città come Stanford-le-Hope e Corringham.
Il nuovo collegio mantiene tutti i ward di Thurrock, ma perse alcune aree intorno al centro di Basildon, sostituendole con Pitsea ad est di Basildon. Inoltre, il ward di East Tilbury venne aggiunto dal collegio di Thurrock.
I ward elettorali compresi nel collegio dal 2010 al 2024 erano:
- Corringham and Fobbing, East Tilbury, Orsett, Stanford East and Corringham Town, Stanford-le-Hope West e The Homesteads nel distretto di Thurrock;
- Langdon Hills, Nethermayne, Pitsea North West, Pitsea South East e Vange nel borgo di Basildon.

Dal 2024 la composizione del collegio è la seguente:
- Corringham and Fobbing, East Tilbury, Orsett, Stanford East and Corringham Town, Stanford-le-Hope West e The Homesteads nel distretto di Thurrock;
- Langdon Hills, Nethermayne, Pitsea North West, Pitsea South East e Vange nel borgo di Basildon.[3]

## Membri del parlamento
| Elezione | Elezione | Deputato         | Partito      |
| -------- | -------- | ---------------- | ------------ |
|          | 2010     | Stephen Metcalfe | Conservatore |
|          | 2024     | James McMurdock  | Reform UK    |
|          | 2025     | James McMurdock  | Indipendente |

## Elezioni

### Elezioni negli anni 2020
| Partito                    | Partito                                           | Candidato                  | Risultati 4 luglio 2024 | Risultati 4 luglio 2024 |
| Partito                    | Partito                                           | Candidato                  | Voti                    | %                       |
| -------------------------- | ------------------------------------------------- | -------------------------- | ----------------------- | ----------------------- |
|                            | Reform UK                                         | James McMurdock            | 12 178                  | 30,79                   |
|                            | Laburista                                         | Jack Ferguson              | 12 080                  | 30,54                   |
|                            | Conservatore                                      | Stephen Metcalfe           | 10 159                  | 25,69                   |
|                            | Indipendente                                      | Neil Speight               | 1 928                   | 4,87                    |
|                            | Verdi                                             | Elizabeth Grant            | 1 718                   | 4,34                    |
|                            | Lib Dem                                           | Dave Thomas                | 1 071                   | 2,71                    |
|                            | Indipendente                                      | Steven Burnett             | 275                     | 0,70                    |
|                            | Social Democratico                                | Simon Breedon              | 140                     | 0,35                    |
|                            |                                                   |                            |                         |                         |
| Iscritti                   | Iscritti                                          | Iscritti                   | 72 314                  | 100,00                  |
| ↳ Votanti (% su iscritti)  | ↳ Votanti (% su iscritti)                         | ↳ Votanti (% su iscritti)  | 39 549                  | 54,69                   |
| ↳ Astenuti (% su iscritti) | ↳ Astenuti (% su iscritti)                        | ↳ Astenuti (% su iscritti) | 32 765                  | 45,31                   |
|                            |                                                   |                            |                         |                         |
|                            | Esito: collegio passa da Conservatore a Reform UK |                            |                         |                         |

### Elezioni negli anni 2010
| Partito                    | Partito                                   | Candidato                  | Risultati 12 dicembre 2019 | Risultati 12 dicembre 2019 |
| Partito                    | Partito                                   | Candidato                  | Voti                       | %                          |
| -------------------------- | ----------------------------------------- | -------------------------- | -------------------------- | -------------------------- |
|                            | Conservatore                              | Stephen Metcalfe           | 29 973                     | 66,17                      |
|                            | Laburista                                 | Jack Ferguson              | 10 051                     | 22,19                      |
|                            | Indipendente                              | Kerry Smith                | 3 316                      | 7,32                       |
|                            | Lib Dem                                   | Michael Bukola             | 1 957                      | 4,32                       |
|                            |                                           |                            |                            |                            |
| Iscritti                   | Iscritti                                  | Iscritti                   | 74 441                     | 100,00                     |
| ↳ Votanti (% su iscritti)  | ↳ Votanti (% su iscritti)                 | ↳ Votanti (% su iscritti)  | 45 297                     | 60,85                      |
| ↳ Astenuti (% su iscritti) | ↳ Astenuti (% su iscritti)                | ↳ Astenuti (% su iscritti) | 29 144                     | 39,15                      |
|                            |                                           |                            |                            |                            |
|                            | Esito: collegio confermato a Conservatore |                            |                            |                            |

| Partito                    | Partito                                   | Candidato                  | Risultati 8 giugno 2017 | Risultati 8 giugno 2017 |
| Partito                    | Partito                                   | Candidato                  | Voti                    | %                       |
| -------------------------- | ----------------------------------------- | -------------------------- | ----------------------- | ----------------------- |
|                            | Conservatore                              | Stephen Metcalfe           | 26 811                  | 56,90                   |
|                            | Laburista                                 | Byron Taylor               | 15 321                  | 32,51                   |
|                            | UKIP                                      | Peter Whittle              | 3 193                   | 6,78                    |
|                            | Lib Dem                                   | Nath Banerji               | 732                     | 1,55                    |
|                            | Verdi                                     | Sim Harman                 | 680                     | 1,44                    |
|                            | BNP                                       | Simon Cross                | 383                     | 0,81                    |
|                            |                                           |                            |                         |                         |
| Iscritti                   | Iscritti                                  | Iscritti                   | 73 715                  | 100,00                  |
| ↳ Votanti (% su iscritti)  | ↳ Votanti (% su iscritti)                 | ↳ Votanti (% su iscritti)  | 47 178                  | 64,00                   |
| ↳ Astenuti (% su iscritti) | ↳ Astenuti (% su iscritti)                | ↳ Astenuti (% su iscritti) | 26 537                  | 36,00                   |
|                            |                                           |                            |                         |                         |
|                            | Esito: collegio confermato a Conservatore |                            |                         |                         |

| Partito                    | Partito                                   | Candidato                  | Risultati 7 maggio 2015 | Risultati 7 maggio 2015 |
| Partito                    | Partito                                   | Candidato                  | Voti                    | %                       |
| -------------------------- | ----------------------------------------- | -------------------------- | ----------------------- | ----------------------- |
|                            | Conservatore                              | Stephen Metcalfe           | 19 788                  | 43,40                   |
|                            | UKIP                                      | Ian Luder                  | 12 097                  | 26,53                   |
|                            | Laburista                                 | Mike Le-Surf               | 11 493                  | 25,21                   |
|                            | Lib Dem                                   | Geoff Williams             | 1 356                   | 2,97                    |
|                            | Indipendente                              | Kerry Smith                | 401                     | 0,88                    |
|                            | Indipendente                              | None Of The Above X        | 253                     | 0,55                    |
|                            | Indipendente                              | Stuart Hooper              | 205                     | 0,45                    |
|                            |                                           |                            |                         |                         |
| Iscritti                   | Iscritti                                  | Iscritti                   | 71 127                  | 100,00                  |
| ↳ Votanti (% su iscritti)  | ↳ Votanti (% su iscritti)                 | ↳ Votanti (% su iscritti)  | 45 593                  | 64,10                   |
| ↳ Astenuti (% su iscritti) | ↳ Astenuti (% su iscritti)                | ↳ Astenuti (% su iscritti) | 25 534                  | 35,90                   |
|                            |                                           |                            |                         |                         |
|                            | Esito: collegio confermato a Conservatore |                            |                         |                         |

| Partito                    | Partito                                         | Candidato                  | Risultati 6 maggio 2010 | Risultati 6 maggio 2010 |
| Partito                    | Partito                                         | Candidato                  | Voti                    | %                       |
| -------------------------- | ----------------------------------------------- | -------------------------- | ----------------------- | ----------------------- |
|                            | Conservatore                                    | Stephen Metcalfe           | 19 624                  | 43,87                   |
|                            | Laburista                                       | Angela Smith               | 13 852                  | 30,96                   |
|                            | Lib Dem                                         | Geoff Williams             | 5 977                   | 13,36                   |
|                            | UKIP                                            | Kerry Smith                | 2 639                   | 5,90                    |
|                            | BNP                                             | Chris Roberts              | 2 518                   | 5,63                    |
|                            | Indipendente                                    | None of the Above X        | 125                     | 0,28                    |
|                            |                                                 |                            |                         |                         |
| Iscritti                   | Iscritti                                        | Iscritti                   | 71 805                  | 100,00                  |
| ↳ Votanti (% su iscritti)  | ↳ Votanti (% su iscritti)                       | ↳ Votanti (% su iscritti)  | 44 735                  | 62,30                   |
| ↳ Astenuti (% su iscritti) | ↳ Astenuti (% su iscritti)                      | ↳ Astenuti (% su iscritti) | 27 070                  | 37,70                   |
|                            |                                                 |                            |                         |                         |
|                            | Esito: collegio a Conservatore (nuovo collegio) |                            |                         |                         |

## Risultati dei referendum

### Referendum sulla permanenza del Regno Unito nell'Unione europea del 2016
|             | Collegio                         | Lasciare UE % | Rimanere in UE % |
| ----------- | -------------------------------- | ------------- | ---------------- |
|             | South Basildon and East Thurrock | 73,0%         | 27,0%            |
| Inghilterra | 53,3%                            | 46,7%         |                  |
| Regno Unito | 51,9%                            | 48,1%         |                  |

South Basildon and East Thurrock fu il terzo collegio del Regno Unito con la più alta percentuale a favore dell'uscita dall'Unione europea; il primo, con il 74,9% a favore dell'uscita, fu Boston and Skegness e il secondo, con il 74,2%, fu Walsall North.